# Santa Cruz Ajajalpan
Santa Cruz Ajajalpan är en ort i Mexiko.   Den ligger i kommunen Tecali de Herrera och delstaten Puebla, i den sydöstra delen av landet, 130 km öster om huvudstaden Mexico City. Santa Cruz Ajajalpan ligger 2 190 meter över havet och antalet invånare är 1 357.
Terrängen runt Santa Cruz Ajajalpan är platt österut, men västerut är den kuperad. Terrängen runt Santa Cruz Ajajalpan sluttar söderut. Runt Santa Cruz Ajajalpan är det ganska tätbefolkat, med 120 invånare per kvadratkilometer. Närmaste större samhälle är Amozoc de Mota, 14,5 km nordväst om Santa Cruz Ajajalpan. Omgivningarna runt Santa Cruz Ajajalpan är en mosaik av jordbruksmark och naturlig växtlighet.